# Nazionale femminile di pallavolo di Samoa
La nazionale di pallavolo femminile di Samoa è una squadra asiatica ed oceaniana composta dalle migliori giocatrici di pallavolo di Samoa ed è posta sotto l'egida della Federazione pallavolistica di Samoa.

## Risultati
La nazionale di pallavolo femminile di Samoa non ha mai partecipato ad alcuna competizione.